# Georg Pfannkuch
Georg Pfannkuch (* 18. Oktober 1546 in Stiepel; † 26. August 1619 in Hattingen) war ein deutscher Richter und später Bürgermeister von Hattingen.

## Leben
Pfannkuch wurde im Jahr 1546 in Stiepel geboren. Seine Eltern waren Hermann Pfannkuch, seines Zeichens Eigentümer des Hauses „Tom Pannekoiken“, und Gertrud Pfannkuch (geb. Refus). Nach seiner Schulzeit in Stiepel studierte er Rechtswissenschaften und wurde im Anschluss zum Richter ernannt. Er heiratete Anna von Vietinghoff-Schell, die Mitglied des Adelsgeschlechts von Vietinghoff war. Später wurde er Bürgermeister von Hattingen. Sein Sohn war Heinrich Pfannkuch, der Lehnsinhaber und Jurisconsultus war und später Bürgermeister von Werden (Ruhr) wurde. Er erhielt 1618 den Hof Schrepping in Hattingen.
Er verstarb am 26. August 1619 in Hattingen.